# Jacob Johannes Lund
Jacob Johannes Lund, född 1725, död 1798 var präst i Stege och Provst i Danmark. Som psalmförfattare är han representerad i danska Psalmebog for Kirke og Hjem.